# Mariano Muniesa
Mariano Sabas Muniesa de Caveda, más conocido como Mariano Muniesa (Madrid, 1967), es un periodista y político español. Su especialidad es la música, y concretamente sus trabajos se centran en el mundo del heavy metal y del rock en general.
En su vertiente política, Muniesa formó parte de la candidatura de Unidas Podemos al Congreso de los Diputados en las elecciones generales de abril y noviembre de 2019 en España. En ambas ocasiones figuró en el noveno puesto de las listas por la circunscripción de Madrid, aunque no consiguió escaño.

## Trayectoria
Ha colaborado en diversas revistas especializadas, como Kerrang!, Heavy Rock o Rock Hard en sus franquicias españolas, realizando diferentes tareas como la crónica de conciertos, críticas de discos o trabajos de documentación. Actualmente colabora en la revista "La Heavy".
Por otra parte, es autor de algunos libros, también relacionados con el mundo musical, como biografías de los Rolling Stones, Barón Rojo o Janis Joplin entre otras.
Muniesa también es locutor de radio. Su programa se llama Rock Star y se lleva emitiendo en diversas frecuencias desde hace varios años. Actualmente, a través de Mariskal Rock Radio.
En diciembre de 2024 asume el cargo de consejero de RTVE, a propuesta de Podemos.

## Libros publicados
- The Rolling Stones. Madrid: Cátedra, 2002
- The Who. Madrid: Cátedra, 2004
- Jimi Hendrix. Madrid: Cátedra, 2005
- Janis Joplin. Madrid: Cátedra, 2006
- Punk Rock: Historia de 30 años de subversión". Madrid: T & B Editores, 2007
- Metallica. Madrid: Quarentena, 2009
- Barón Rojo: La biografía definitiva del grupo más grande del rock español". Madrid: Quarentena, 2010
- AC/DC en España. Madrid: Quarentena, 2011
- Eso no estaba en mi libro de historia del Heavy Metal". Madrid: Almuzara, 2022
- Eso no estaba en mi libro de historia de los Rolling Stones". Madrid. Almuzara, 2024